# Jean-Baptiste Lacipière
Jean-Baptiste François Lacipière, né le 20 novembre 1776 à Paris et mort le 5 avril 1847 à Neuf-Brisach, est un chirurgien militaire français.

## Biographie
Fils d'un maître tailleur, il devient chirurgien élève à l'Armée de l'Ouest en 1794. Attaché comme chirurgien de 3e classe en 1796 à l'hôpital de Nantes, Lacipière est désigné pour participer à l'Expédition d'Égypte en août 1798.
Membre de la Commission des sciences et des arts d'Égypte, il fait partie de la commission Fourier qui part du Caire le 14 août 1799 pour achever l'exploration de la Haute-Égypte.
Après son retour en Europe, Lacipière poursuit sa carrière militaire, d'abord à l'Armée des côtes de l'Océan puis à l'armée d'Espagne. Après avoir obtenu devant la Faculté de médecine de Paris une thèse de doctorat de médecine, il est promu chirurgien-major en 1809. Il participe à la défense de Badajoz et est fait prisonnier lors de la capitulation de cette place le 7 avril 1812. Il rentre de captivité en Angleterre en juin 1814. Affecté au régiment des chasseurs à cheval des Vosges en 1816, il est décoré de la Légion d'honneur en 1821. 